# Волін Борис Михайлович
Борис Михайлович Волін (справжнє ім'я — Йо́сип Юхи́мович Фра́дкін; 13 червня 1886, містечко Глибоке Дісненського повіту Вітебської губернії, тепер Білорусь — 16 лютого 1957, Москва) — радянський більшовицький діяч, знайомий В. І. Леніна, професор (1939).

## Біографія
Народився в єврейській родині прикажчика. У 1901 році закінчив трикласне міське училище в Катеринославі.
З серпня 1900 по січень 1905 року працював репетитором у Катеринославі.
Член РСДРП(б) з серпня 1904 року (з перервою в 1911—1917 роках).
У січні — грудні 1905 року — член Катеринославського комітету РСДРП(б). За революційну діяльність був заарештований, перебував у в'язниці міста Катеринослава.
У січні 1906 — вересні 1907 року — секретар Брянського комітету РСДРП(б). У вересні 1907 — квітні 1909 року — член Уфимського комітету РСДРП(б). За революційну діяльність був заарештований, перебував у в'язниці міста Уфи.
У квітні 1909 — серпні 1911 року — секретар Гришинського місцевого комітету РСДРП(б) (станція Гришине Катеринославської залізниці).
У серпні 1911 року емігрував до Франції, відвідував лекції юридичного факультету Паризького університету. У серпні 1913 року повернувся до Росії.
У серпні 1913 — серпні 1914 року — репетитор на станції Гришине Катеринославської залізниці.
З серпня 1914 по березень 1917 року навчався на юридичному факультеті Московського університету (не закінчив).
У березні — листопаді 1917 року — член Московського комітету РСДРП(б). З вересня 1917 року — голова Калузької управи Замоскворецкого району Москви. У листопаді 1917 року — голова Замоскворецкого районного комітету РСДРП(б) Москви та голова Замоскворецкого революційного комітету.
У листопаді 1917 — квітні 1918 року — завідувач відділу районних дум Московської ради.
У квітні — серпні 1918 року — член редакційної колегії, редактор газети «Правди».
У 1918 — березні 1919 року — голова Орловського губернського комітету РКП(б). Одночасно, з серпня 1918 по 25 серпня 1919 року — голова виконавчого комітету Орловської губернської ради.
У березні — серпні 1919 року — секретар Брянського губернського комітету РКП(б).
У серпні — жовтні 1919 року — відповідальний інструктор ЦК РКП(б) на пароплаві «Красная звезда» в Москві та Царицині.
У листопаді 1919 — квітні 1920 року — голова виконавчого комітету Костромської губернської ради.
У квітні — травні 1920 року — голова Харківського губернського революційного комітету. У травні — листопаді 1920 року — голова виконавчого комітету Харківської губернської ради.
У 1920—1921 роках — заступник народного комісара внутрішніх справ Української СРР.
У 1921 році — відповідальний секретар Брянського губернського комітету РКП(б).
У травні 1921 — липні 1924 року — редактор газет «АгитРОСТА» та «Рабочая Москва». Один з редакторів московської літературної газети «На посту», котра виходила у 1923—1925 роках.
У липні 1924 — травні 1925 року — 1-й секретар Повноважного представництва СРСР у Франції.
У травні 1925 — серпні 1926 року — заступник головного редактора газети «Известия».
У серпні 1926 — листопаді 1927 року — директор відділу Телеграфного агентства Радянського Союзу у Відні (Австрія).
У листопаді 1927 — жовтні 1929 року — завідувач відділу друку Народного комісаріату закордонних справ СРСР.
У жовтні 1929 — травні 1931 року — редактор газети «Нижегородская коммуна» та член бюро Нижньогородського крайового комітету ВКП(б).
З 13 червня 1931 по 1 липня 1935 року — начальник Головліту. 13 червня 1931 — 26 червня 1935 року — член колегії Народного комісаріату освіти РРФСР.
У 1932—1935 роках — директор літературного відділення Інституту Червоної професури, редактор журналу «Боротьба класів».
У 1935—1945 роках — редактор «Історичного журналу».
У травні 1935 — серпні 1937 року — завідувач відділу шкіл ЦК ВКП(б).
У 1937—1938 роках — 1-й заступник народного комісара освіти РРФСР.
З серпня 1937 року — директор Інституту масового заочного навчання партактиву при ЦК ВКП(б). У 1938—1941 роках — завідувач кафедри марксизму-ленінізму історико-філолого-літературного інституту.
У жовтні 1941 — 1942 року — в Червоній армії, учасник партизанського руху в Смоленській області.
У 1944—1945 роках — на політичній роботі в Червоній армії.
З жовтня 1945 року — старший науковий співробітник Інституту Маркса — Енгельса — Леніна при ЦК ВКП(б).
З 1946 року — професор кафедри марксизму-ленінізму Московського державного університету.
Делегат VIII, IX і XVI з'їздів ВКП(б).
Помер 16 лютого 1957 року. Похований на Новодівочому цвинтарі Москви.

## Нагороди
- орден Леніна
- два ордени Вітчизняної війни І ст.